# Подарк
Подарк (грч. Ποδάρκης) је у грчкој митологији било име више личности. 

## Митологија
- Био је божански коњ, син Бореја и харпије Ситоније.[1] Вукао је Тојеву кочију на играма посвећеним Офелту, а поводом његове смрти.[2]
- Ахилов надимак је био Подарк („који има Аркина крила“), јер је од своје мајке Тетиде добио на поклон крила титанке Арке.[1]
- Лаомедонтов син, кога је Херакле поштедео када му је убио оца и браћу. Његова сестра, тројанска принцеза Хесиона, откупила је његову слободу својим велом.[1] Према Аполодору, ово је заправо био Пријам, чије је право име било Подарк.[3]
- Ификлов син, кога је Ификло због своје полне немоћи добио тек након дужег времена, а према савету пророка Мелампода.[1] Према Хомеру, у тројанском рату је предводио војнике из Филаке (у Тесалији) против Тројанаца.[3]